# Прва болница у Лесковцу
Прва болница у Лесковцу, била је покретна војна болница основана на простору тадашње школе код лесковачке цркве Беговог конака и турског конака. Болница је основана непосредно након ослобођења Лесковца од османске владавине 1878. године. Из ове болнице, у којој се поред војника, лечило и цивилно становништво, а број болничких постеља се непрестано повећавао (и достигао импозантних 400), развила се прва градска болница у Лесковцу.

## Историја
Прва стална болница у Лесковцу отворена је са доласком првог среског доктора 1882. године и била је смештена у једној турској кући на месту данашње Здравствене станице број 3 у Улици Бранислава Нушића преко пута Војне амбуланте. Та кућа није одолела зубу времена и срушена је 1950. године.
Први срески лекар био је доктор Ђорђе Даларопуловић. Године 1884. године на његово место је дошао Ђорђе Петровић, први лекар из нашег краја који је постао члан Српског лекарског друштва.
Године 1885. Лексовац је добио првог општинског лекара - доктора Ристу Михајловића.
Камен темељац за изградњу прве државне болнице у Лесковцу положен је 1. априла 1907. године на месту такозваног Турског гробља које је тада од града биоло удаљено 200 метара и налазило се у подножју Хисара. Ово је данас место на коме се налази Одељење неурологије Опште болнице. Државна болница је пуштена у рад 1. новембра 1909. године.